# Francesca Serio
Francesca Serio (Galati Mamertino, 13 agosto 1903 – Sciara, 16 luglio 1992) è stata un'attivista italiana, nota per essersi opposta agli stereotipi di donna del suo tempo, per essere stata la madre del sindacalista socialista Salvatore Carnevale e per aver combattuto con lo scopo di far arrestare i responsabili della morte del figlio, vittima della mafia.

## Biografia
Francesca Serio, madre di Salvatore Carnevale, il sindacalista ucciso dalla mafia il 16 maggio 1955, proveniva da Galati Mamertino in provincia di Messina. Rimasta presto vedova del marito Giacomo Carnevale, si trasferì a Sciara assieme ai fratelli, allevando da sola l'unico figlio tra stenti e fatiche: per assicurargli il necessario era andata a lavorare nei campi. Uno scandalo per una società che relegava le donne tra le mura domestiche.
"Andavo a lavorare per campare questo figlio piccolo, poi crebbe, andò a scuola ma era ancora piccolino, così tutti i mestieri facevo per mantenerlo. Andavo a raccogliere le olive, finite le olive cominciavano i piselli, finiti i piselli cominciavano le mandorle, finite le mandorle ricominciavano le olive, e mietere, mietere l'erba perché si fa foraggio per gli animali e si usa il grano per noi, e mi toccava di zappare perché c'era il bambino e non volevo farlo patire, e non volevo che nessuno lo disprezzasse, neanche nella mia stessa famiglia. Io dovevo lavorare tutto il giorno e lasciavo il bambino a mia sorella. Padre non ne aveva, se lo prese mio cognato qualche anno a impratichirsi dei lavori di campagna".
Grazie al lavoro della madre, Salvatore finì le scuole e prese il diploma di quinta elementare prima di partire soldato. Al ritorno dal servizio militare cominciò l'attività politica, fondando la sezione locale del Partito Socialista I voti per il partito socialista furono solo sette e Salvatore diventò così una pecora nera.
Quando Salvatore venne eletto segretario del Partito Socialista Italiano Francesca si disperò, ma si schierò comunque dalla parte del figlio e partecipò all'occupazione delle terre.

### La prima occupazione
Nel 1951 il figlio Salvatore aveva guidato circa trecento contadini in una prima occupazione e Francesca era al suo fianco. Erano in montagna e stavano mangiando quando arrivarono un brigadiere e un carabiniere di Sciara intimando loro di togliere le bandiere. I contadini rifiutarono e così vennero condotti in paese dove la polizia prese tutti i nomi e i cognomi. Al lamento dei carabinieri perché si erano sporcati i pantaloni e le scarpe Francesca rispose:
"Ma per noi (…), per noi questa giornata è la più bella giornata del mondo: bella, tranquilla, col sole. Questo è un divertimento che noi non abbiamo preso mai. Se non ci date le terre incolte, secondo la legge (perché si devono perdere?) ne avrete da fare di queste giornate. Questa è la prima che state facendo".
Successivamente Salvatore venne chiamato in municipio, dove si recò senza preoccupazioni credendo di andare ad un incontro chiarificatore, ma in realtà venne arrestato insieme ad altri tre e vi restò per dieci giorni.

### La morte del figlio
Salvatore con il trascorrere del tempo ricevette molte minacce, finché il mattino del 16 maggio 1955 fu barbaramente assassinato. Quella mattina Salvatore si alzò presto poiché dovendo andare a piedi fino alla cava in cui lavorava doveva partire ancora all'alba. Subito dopo di lui si alzò anche la madre Francesca, che si avvicinò al figlio e con volto spaventato gli disse:
"Turiddu, 'sta notte ho fatto un brutto sogno. Stai attento alla cava, tieni gli occhi aperti!"
L'incubo della madre si avverò e quando alle 8.00 del mattino arrivò in paese la notizia che un uomo era stato ucciso, Francesca capì subito che si trattava del figlio.

### La lotta contro la mafia

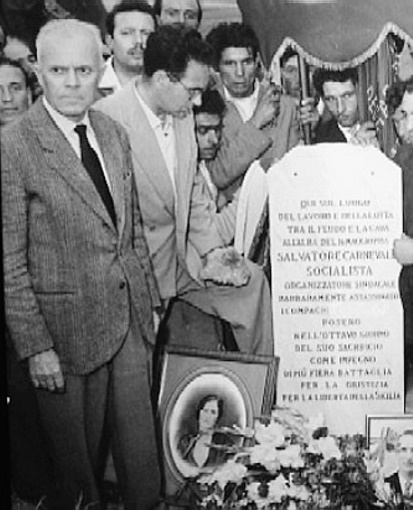
Sandro Pertini a Sciara nel 1955 in occasione dell'erezione della lapide in memoria di Salvatore Carnevale otto giorni dopo i funerali del sindacalista socialista assassinato dalla mafia.

Dopo la morte del figlio, Francesca ne raccolse l'eredità, accusò i mafiosi di Cosa Nostra e denunciò la complicità delle forze dell'ordine e della magistratura.
Francesca accusò della morte del figlio la mafia di Sciara capeggiata dall'amministratore del feudo della principessa Notarbartolo Giorgio Panzeca, dal soprastante Luigi Tradibuono, dal magazziniere Antonino Manigafridda e dal campiere Giovanni di Bella.
La madre di Salvatore fu la prima donna, nella Sicilia degli anni '50, con il supporto del PSI nazionale e di una grande campagna di stampa del quotidiano socialista Avanti!, a rompere l'omertà mafiosa, denunciando in un esposto formale alle autorità inquirenti, i nomi e cognomi delle persone che ella sospettava autori o complici dell'omicidio del figlio, citando le precise circostanze dei fatti in cui ciascuno degli accusati aveva profferito minacce o avuto comportamenti intimidatori o violenti.
Ad accompagnare Francesca a presentare la denuncia furono gli avvocati socialisti Nino Taormina e Nino Sorgi (che molte volte difese il quotidiano L'Ora da querele di politici collusi con la mafia), assiema all'avvocato ed allora deputato Sandro Pertini, che diverrà in seguito Presidente della Repubblica. 
Le indagini sull'omicidio e sui quattro nominativi denunciati dalla madre di Carnevale furono svolte dal procuratore della Repubblica di Palermo Pietro Scaglione, poi caduto anch'egli vittima della mafia: i quattro accusati furono fermati e tradotti in carcere poiché gli alibi non ressero alle verifiche e un testimone si lasciò scappare di aver visto Tardibuono sul luogo del delitto. 
Sulla base di queste indagini, si aprì un lungo iter giudiziario tra assoluzioni e condanne in vari tribunali italiani, in quanto i difensori degli imputati, asserendo il grande clamore mediatico esistente sul caso a Palermo, sede naturale del processo, ottennero che lo stesso venisse trasferito, per legitima suspicione, alla Corte d'assise presso il Tribunale di Santa Maria Capua Vetere. Qui il processo di primo grado iniziò il 18 marzo 1960 e si concluse il 21 dicembre 1961 con la condanna all'ergastolo di tutti e quattro gli imputati, accogliendo la ricostruzione del delitto fatta da Scaglione, Pertini, Sorgi e Taormina.
Al collegio di parte civile si contrappose un altro futuro presidente della Repubblica, il democristiano Giovanni Leone, difensore degli imputati.
Francesca, che si era costituita parte civile con i suoi avvocati Pertini, Sorgi e Taormina ed aveva assistito a tutte le udienze del processo come muta accusatrice degli assassini del figlio, si dichiarò soddisfatta della sentenza, poiché giustizia era stata fatta non solo per il figlio ma per tutti i caduti sotto i colpi della mafia. Ma al processo d'Appello, svoltosi a Napoli dal 21 febbraio al 14 marzo 1963, e in quello di Cassazione, la sentenza fu ribaltata, assolvendo tutti gli imputati per insufficienza di prove.
Francesca dichiarò che quella sentenza uccise il figlio una seconda volta.
La madre di Salvatore per anni è stata un'icona antimafia, che aveva accusato i mafiosi di Sciara come responsabili dell'omicidio del figlio e aveva partecipato ai processi. Raccolse il lascito politico del figlio, militando nel PSI.
La sua figura tragica ispirò lo scrittore-pittore Carlo Levi, che la intervistò nel suo libro Le parole sono pietre (vincitore nel 1956 del Premio Viareggio per la Narrativa, ex aequo con La sparviera di Gianna Manzini), in cui descrisse il dolore straziante della madre di Carnevale e la sua determinazione a continuare la lotta del figlio: 
Con lo scorrere del tempo e con il mutare del quadro sociale e politico, per Francesca cominciarono gli anni dell'oblio e della solitudine. Morì il 16 luglio 1992 all'età di 89 anni.